# Michelle Williams (Schwimmerin)
Michelle Williams, nach Heirat Ende 2016 Michelle Toro (* 2. Januar 1991 in Pretoria, Südafrika), ist eine ehemalige kanadische Schwimmerin. Sie gewann bei Olympischen Spielen eine Bronzemedaille. Bei Weltmeisterschaften erhielt sie auf der 25-Meter-Bahn einmal Gold und einmal Bronze. Hinzu kamen eine Goldmedaille bei Panamerikanischen Spielen und zwei Bronzemedaillen bei Commonwealth Games.

## Sportliche Karriere
Michelle Williams zog mit ihrer Familie 1997 von Südafrika nach Toronto. Von 2011 bis 2014 studierte sie an der Ohio State University, danach schwamm sie für den North York Athletic Club in Toronto.
Williams nahm bereits 2012 an den kanadischen Olympiaausscheidungen teil, konnte sich aber nicht qualifizieren. Bei den Commonwealth Games 2014 in Glasgow siegte die australische 4-mal-100-Meter-Freistilstaffel vor den Engländerinnen. Mit über vier Sekunden Rückstand auf die Zweitplatzierten schwammen Victoria Poon, Sandrine Mainville, Michelle Williams und Alyson Ackman auf den dritten Platz. Bei den Pan Pacific Swimming Championships 2014 wurde die kanadische 4-mal-100-Meter-Freistilstaffel mit Chantal van Landeghem, Victoria Poon, Michelle Williams und Alyson Ackman Vierte. Über 50 Meter Freistil schwamm Williams auf den achten Platz.
Im Juli 2015 bei den Panamerikanischen Spielen in Toronto wurde Williams Vierte über 100 Meter Freistil und Sechste über 50 Meter Freistil. Mit der kanadischen 4-mal-100-Meter-Freistilstaffel siegte sie mit 0,21 Sekunden Vorsprung vor dem US-Quartett. Kurz darauf begannen in Kasan die Weltmeisterschaften 2015. Die 4-mal-100-Meter-Freistilstaffel mit Sandrine Mainville, Michelle Williams, Chantal van Landeghem und Katerine Savard belegte den fünften Platz. Bei ihren beiden Einzelstarts schied Williams vorzeitig aus.
Bei den olympischen Schwimmwettbewerben 2016 in Rio de Janeiro schwamm die 4-mal-100-Meter-Freistilstaffel mit Sandrine Mainville, Chantal van Landeghem, Michelle Williams und Taylor Ruck die drittschnellste Vorlaufzeit. Im Finale unterboten Mainville, van Landeghem, Ruck und Penny Oleksiak die Vorlaufzeit um fast eine Sekunde und wurden Dritte hinter den Australierinnen und dem Quartett aus den Vereinigten Staaten. Über 50 Meter Freistil reichte für den Halbfinaleinzug eine Zeit von 24,82 Sekunden. Michelle Williams schwamm 24,91 Sekunden und lag mit zwei anderen Schwimmerinnen zusammen auf dem 18. Platz.
Ende 2016 war Windsor in Ontario Austragungsort der Kurzbahnweltmeisterschaften 2016. Die kanadische 4-mal-100-Meter-Freistilstaffel schwamm die schnellste Vorlaufzeit, wurde aber im Finale disqualifiziert. Die 4-mal-50-Meter-Lagenstaffel mit Kylie Masse, Kelsey Wog, Penny Oleksiak und Michelle Williams belegte den vierten Platz mit zwei Hundertstelsekunden Rückstand auf die drittplatzierten Däninnen. Die 4-mal-50-Meter-Freistilstaffel siegte in der Besetzung Michelle Williams, Sandrine Mainville, Taylor Ruck und Penny Oleksiak. Alexia Zevnik und Sarah Darcel waren im Vorlauf geschwommen und erhielten ebenfalls Gold. In der 4-mal-50-Meter-Mixed-Freistilstaffel gewann die russische Mannschaft vor den Niederlanden, mit einer Hundertstelsekunde Rückstand auf die Zweitplatzierten schlugen Yuri Kisil, Markus Thormeyer, Michelle Williams und Sandrine Mainville als Dritte an. Die 4-mal-50-Meter-Mixed-Lagenstaffel mit Javier Acevedo, Richard Funk, Katerine Savard und Michelle Williams wurde Fünfte.
Bei den Weltmeisterschaften 2017 in Budapest trat Michelle Toro unter ihrem Ehenamen an. Die 4-mal-100-Meter-Freistilstaffel belegte den vierten Platz, Michelle Toro war nur im Vorlauf dabei. Über 50 Meter Freistil schied Toro im Halbfinale aus. Ihren letzten internationalen Start absolvierte sie im Dezember 2017 in Lausanne.